# Шалолашвили, Аркадий Павлович
Аркадий Павлович Шалолашвили (11 июня 1947, Одесская область, УССР — 15 июля 1993, Урал, Россия) — советский и российский актёр театра и кино.

## Биография
Родился 11 июня 1947 года в селе Заволье Одесской области.
В 1969 году окончил Ленинградский государственный институт театра, музыки и кинематографии (ЛГИТМиК).
Свой первый срок получил за драку: три года в одном из ИТУ. Благодаря примерному поведению и заступничеству К.Лаврова и М.Ульянова был выпущен на свободу, отбыв лишь половину срока.
Семья его распалась, в столичной прописке ему отказали. Но выручили старые друзья: Сандро Товстоногов пригласил Аркадия в Тбилисский русский драматический театр имени А. С. Грибоедова.
Став популярным, артист получил приглашение в Ленинградский Малый драматический театр. Играл также в Ленинградском областном театре драмы и комедии, где работал его товарищ по ЛГИТМиК Ефим Падве.
Телеведущая Валентина Печорина так отзывалась о нём: «Он — очень свободный, очень богемный человек. <…> он дружил со всеми. Когда мы уже жили вместе, кто только ни бывал у нас в доме: Высоцкий с Мариной Влади, весь „Современник“: от Волчек до Гафта и Неёловой, актёры, художники… <…> Вообще-то он был очень талантливым актёром, мог бы многого добиться, если бы не дал крен в другую сторону. <…> Ему всегда необходимо было быть в центре внимания. В любом обществе, среди самых разных людей».
На одной из репетиций помощник режиссёра грубо высказался о Владимире Высоцком, которого Аркадий Шалолашвили знал и ценил. Не говоря ни слова, артист послал оскорбителя в нокаут, выбив ему челюсть, за что предстал перед судом и вновь попал на нары.  
При этом Шалолашвили вновь вышел на свободу досрочно. В театр его не брали, но поступали предложения сниматься в кино.  Также на актёра обратили внимание представители криминального мира. Войдя в преступную группировку братьев Седюк (Николая "Коля-Каратэ" и Александра "Маккена"), использовал свой актёрский и режиссёрский талант при «разводках» коммерсантов и делал это блестяще. В банде его называли, подчёркивая уважение, по имени и отчеству.
В 1988 году Аркадия Шалолашвили вместе с активными участниками группировки арестовали и несмотря на ходатайства М.Боярского, К.Райкина, В.Кикабидзе, Р.Быкова, в том же году приговорили к длительному сроку заключения.
Скончался 15 июля 1993 года в одном из уральских ИТУ. По официальной версии он умер от цирроза печени.  Похоронен на Комаровском кладбище.
После смерти Шалолашвили его мать, Софья Эммануиловна, и сестра эмигрировали в США.
- 1-й брак (гражданский) — Нина Васильевна Забродина (род. 1944), актриса.
- 2-й брак — Валентина Борисовна Печорина (род. 1942), диктор телевидения[2]. В 1993 также эмигрировала в США.
  - Дочь — Юлия (род. в 1973).

## Фильмография
1. 1972 — Город на Кавказе (короткометражный) — эпизод
2. 1977 — Песни для внучат — от автора
3. 1981 — 20 декабря (ТВ) — Юлий Мартов[5]
4. 1981 — Гиблое дело (короткометражный) — брюнет
5. 1981 — Руки вверх! — надзиратель в лагере
6. 1983 — Я готов принять вызов
7. 1984 — Дом на дюнах — Антонио
8. 1984 — Каникулы Петрова и Васечкина, обыкновенные и невероятные — чабан (2 серия)
9. 1984 — Ольга и Константин — Гиви[5]
10. 1984 — Три процента риска — лётчик-испытатель
11. 1984 — Челюскинцы — эпизод
12. 1986 — Прекрасная Елена (ТВ) — Аякс Первый, царь Саламинский
13. 1986 — Фуэте — массажист Жора
14. 1987 — Единожды солгав… — Михаил Николаевич Городков, психиатр, кандидат наук, школьный друг Александра
15. 1987 — Необыкновенные приключения Карика и Вали — корреспондент
16. 1987 — Остров погибших кораблей – "Турок"
17. 1988 — Узник замка Иф — эпизод
18. 1988 — Жизнь Клима Самгина — эпизод
19. 1989 — Он приехал в день поминовения (фильм-спектакль) — Бабен